# Neumühle (Reichshof)
Neumühle ist ein Ort von 106 Ortschaften der Gemeinde Reichshof im Oberbergischen Kreis im Regierungsbezirk Köln in Nordrhein-Westfalen, Deutschland.

## Lage und Beschreibung
Der Ort liegt im Tal der Wiehl an der Mündung des Hesperter Baches. Nachbarorte sind Euel, Wiehl, Hardt und Borner. Die nächstgelegenen Zentren sind Gummersbach (15 km nordwestlich), Köln (64 km westlich) und Siegen (39 km südöstlich).
| Bevölkerungsentwicklung | Bevölkerungsentwicklung |
| Jahr                    | Einwohner               |
| ----------------------- | ----------------------- |
| 1991                    | 10                      |
| 2005                    | 13                      |
| 2006                    | 12                      |
| 2008                    | 12                      |
| 2017                    | 14                      |
| 2018                    | 12                      |
| 2019                    | 12                      |